# Mologyozsnoje Jabloko
Mologyozsnoje Jabloko (oroszul: Молодёжное Яблоко) a Jabloko-párt ifjúsági szervezete. Az egyik legismertebb és legaktívabb orosz ifjúsági szervezet. 1995-ben alapították a Jabloko-párt fiatal hívei. Jelenleg a Jabloko-párt keretén belül működő ifjúsági szervezet. Több mint 30 regionális szervezettel rendelkezik és több mint 3000 embert tömörít.